# Ulujul
L'Ulujul, o Ulu-jul, (in russo Улуюл?) è un fiume della Russia siberiana, affluente di destra del Čulym (bacino idrografico dell'Ob'). Scorre nel Tegul'detskij e nel Pervomajskij rajon dell'Oblast' di Tomsk. 

## Descrizione
L'Ulujul ha origine nella pianura del fiume Čulym. Si dirige brevemente verso nord-ovest e poi svolta in direzione ovest fino a incontrare il Čulym. Ha una lunghezza di 411 km e il suo bacino è di 8 450 km². La sua portata media, a 70 km dalla foce, è di 43,92 m³/s.
Il fiume si ghiaccia, in media, tra la seconda metà di ottobre e la prima metà di novembre, sino alla seconda metà di aprile/prima metà di maggio. 